# أكسل سورينسن
أكسل سورينسن (بالدنماركية: Aksel Sørensen)‏ هو لاعب جمباز فني دنماركي، ولد في 5 أكتوبر 1891 في Vig, Denmark ‏ في الدنمارك، وتوفي في 15 مايو 1955 في روسكيلدا في الدنمارك.

## وصلات خارجية
- أكسل سورينسن على موقع اللجنة الأولمبية الدولية (الإنجليزية)
- أكسل سورينسن على موقع أوليمبيديا (الإنجليزية)